# Joe Martinelli
Joe Martinelli (22 de agosto de 1916 - 20 de julho de 1991) foi um futebolista norte-americano. Ele competiu na Copa do Mundo FIFA de 1934, sediada na Itália, na qual a seleção de seu país terminou na última colocação dentre os 16 participantes.